# Ringling brothers
 (janvier 2021).
La mise en forme du texte ne suit pas les recommandations de Wikipédia : il faut le « wikifier ».
Les points d'amélioration suivants sont les cas les plus fréquents :
- Les titres sont pré-formatés par le logiciel. Ils ne sont ni en capitales, ni en gras.
- Le texte ne doit pas être écrit en capitales (les noms de famille non plus), ni en gras, ni en italique, ni en « petit »…
- Le gras n'est utilisé que pour surligner le titre de l'article dans l'introduction, une seule fois.
- L'italique est rarement utilisé : mots en langue étrangère, titres d'œuvres, noms de bateaux, etc.
- Les citations ne sont pas en italique mais en corps de texte normal. Elles sont entourées par des guillemets français : « et ».
- Les listes à puces sont à éviter, des paragraphes rédigés étant largement préférés. Les tableaux sont à réserver à la présentation de données structurées (résultats, etc.).
- Les appels de note de bas de page (petits chiffres en exposant, introduits par l'outil «  Source ») sont à placer entre la fin de phrase et le point final[comme ça].
- Les liens internes (vers d'autres articles de Wikipédia) sont à choisir avec parcimonie. Créez des liens vers des articles approfondissant le sujet. Les termes génériques sans rapport avec le sujet sont à éviter, ainsi que les répétitions de liens vers un même terme.
- Les liens externes sont à placer uniquement dans une section « Liens externes », à la fin de l'article. Ces liens sont à choisir avec parcimonie suivant les règles définies. Si un lien sert de source à l'article, son insertion dans le texte est à faire par les notes de bas de page.
- La présentation des références doit suivre les conventions bibliographiques. Il est recommandé d'utiliser les modèles {{Ouvrage}}, {{Chapitre}}, {{Article}}, {{Lien web}} et/ou {{Bibliographie}}. Le mode d'édition visuel peut mettre en forme automatiquement les références.
- Insérer une infobox (cadre d'informations à droite) n'est pas obligatoire pour parachever la mise en page.

Pour une aide détaillée, merci de consulter Aide:Wikification.
Si vous pensez que ces points ont été résolus, vous pouvez retirer ce bandeau et améliorer la mise en forme d'un autre article.

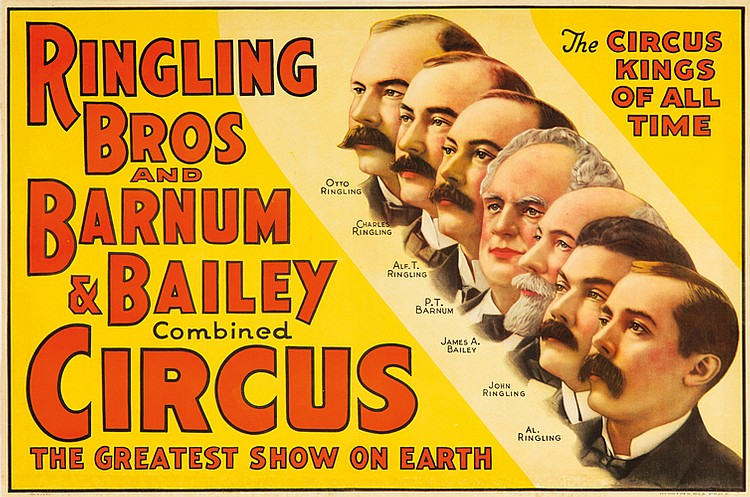
Affiche du Ringling Bros and Barnum & Bailey Circus.

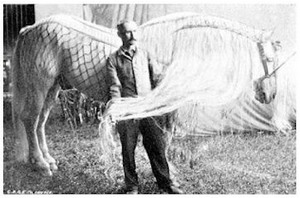
Le cheval Prince Chaldean au cirque des Ringling brothers en 1894.

Les frères Ringling (Ringling Brothers en anglais, Rüngling à l'origine) étaient sept frères et sœurs américains qui ont fondé un des plus grands cirques d'Amérique à la fin du XIXe siècle et au début du XXe siècle, le cirque Ringling Brothers,. La famille vécut de 1860 à 1872 à McGregor dans l'Iowa, où quatre frères (Alfred T., Charles, John et Henry William) sont nés. Ils déménagent ensuite à Prairie du Chien dans le Wisconsin voisin, puis s'installent à Baraboo dans ce même État en 1875. Originaires d'Allemagne et de France, ils descendent de Heinrich Friedrich August Ringling (1826–1898), fabricant de harnais à  Hanovre dans le nord de l'Allemagne, et de Marie Salomé Juliar (1833–1907) d' Ostheim, en Alsace (France). En 1919, Le Cirque Ringling Brothers fusionne avec un autre cirque américain, Barnum and Bailey, donnant naissance au Ringling Bros. and Barnum & Bailey Circus, incontournable du monde du divertissement jusqu'en 2017.

## Les frères et sœurs Ringling
- Albert Carl « Al » Ringling (1852–1916). Albert épouse Eliza « Lou » Morris en 1883. Dans les premières années du cirque, il gère et confectionne la garde-robe et travaille comme artiste équestre, charmeur de serpents et même comme conducteur d'attelage lorsque c'est nécessaire. Al demande le divorce en 1914, bien qu'il n'y ait aucune preuve qu'il ait été prononcé, Lou étant considérée comme sa veuve et ayant hérité de ses biens. Al meurt de la maladie de Bright à l'âge de 63 ans dans le Wisconsin[4],[5].
- Augustus « Gus » Ringling (1852 - 18 décembre 1907 ).  Fondateur du cirque, Augustus est en grande partie autodidacte. Il meurt à l'âge de 53 ans des complications de diverses maladies dans un sanatorium de la Nouvelle-Orléans, où il était arrivé deux semaines plus tôt dans l'espoir que le climat plus chaud améliorerait son état de santé[2].
- Otto Ringling (1858–1911), mort à Manhattan, New York, au domicile de son jeune frère John qui vit sur la Cinquième Avenue. Il se trouve alors à New York pour assister à un spectacle au Madison Square Garden[6].
- Alfred Theodore « Alf » Ringling (1861–1919), jongleur. Il a eu un fils, Richard Ringling, et une fille, Marjorie Joan Ringling, qui s'est mariée au futur sénateur américain, de 1933 à 1936, Jacob K.Javits. Sa petite-fille, Mabel Ringling, épouse Richard Durant, un dresseur d'éléphants[7]. En 1916, Alfred s'installe à Petersburg, dans le New Jersey, aujourd'hui connu sous le nom d'Oak Ridge, où il est responsable de la création du lac Swannanoa, qui devient par la suite le point central de la communauté du lac Swannanoa (en). Sa propriétéest utilisée comme quartiers d'hiver pour le cirque de son fils Richard, le cirque R.T. Richards. Alfred meurt dans son manoir de 28 pièces du New Jersey, trois ans après son achèvement, le 21 octobre 1919.
- Charles Edward Ringling (1863–1926)[8].
- John Nicholas Ringling (1866–1936), chanteur et clown professionnel.
- Henry William George Ringling (1869–1918), le plus jeune des frères, il meurt le 10 octobre 1918 d'une maladie cardiaque et d'autres pathologies des organes internes[9].
- Ida Loraina Wilhelmina Ringling (1874–1950). Elle épouse en 1902 Harry Whitestone North (1858–1921), leurs deux fils sont John Ringling North et Henry Ringling North[10],[11],[12].